# Zastava Andore
Zastava Andore je eden od državnih simbolov Andore, ki je bila uvedena leta 1866. Razmerje je 7:10.
Andora, ki je nastala z združitvijo delov Francije in Španije, je lastno zastavo oblikovala po vzoru državnih zastav le-teh. Zastava je razdeljana na tri navpična polja, ki si od leve proti desne sledijo: modra, rumena in rdeča. 
Rdeča in modra sta povzeti po zastavi Francije, medtem ko sta rumena in ponovno rdeča povzeti po zastavi Španije.
V sredini zastave (na rumenem polju) se nahaja grb Andore.